# Joanna Kluzik-Rostkowska

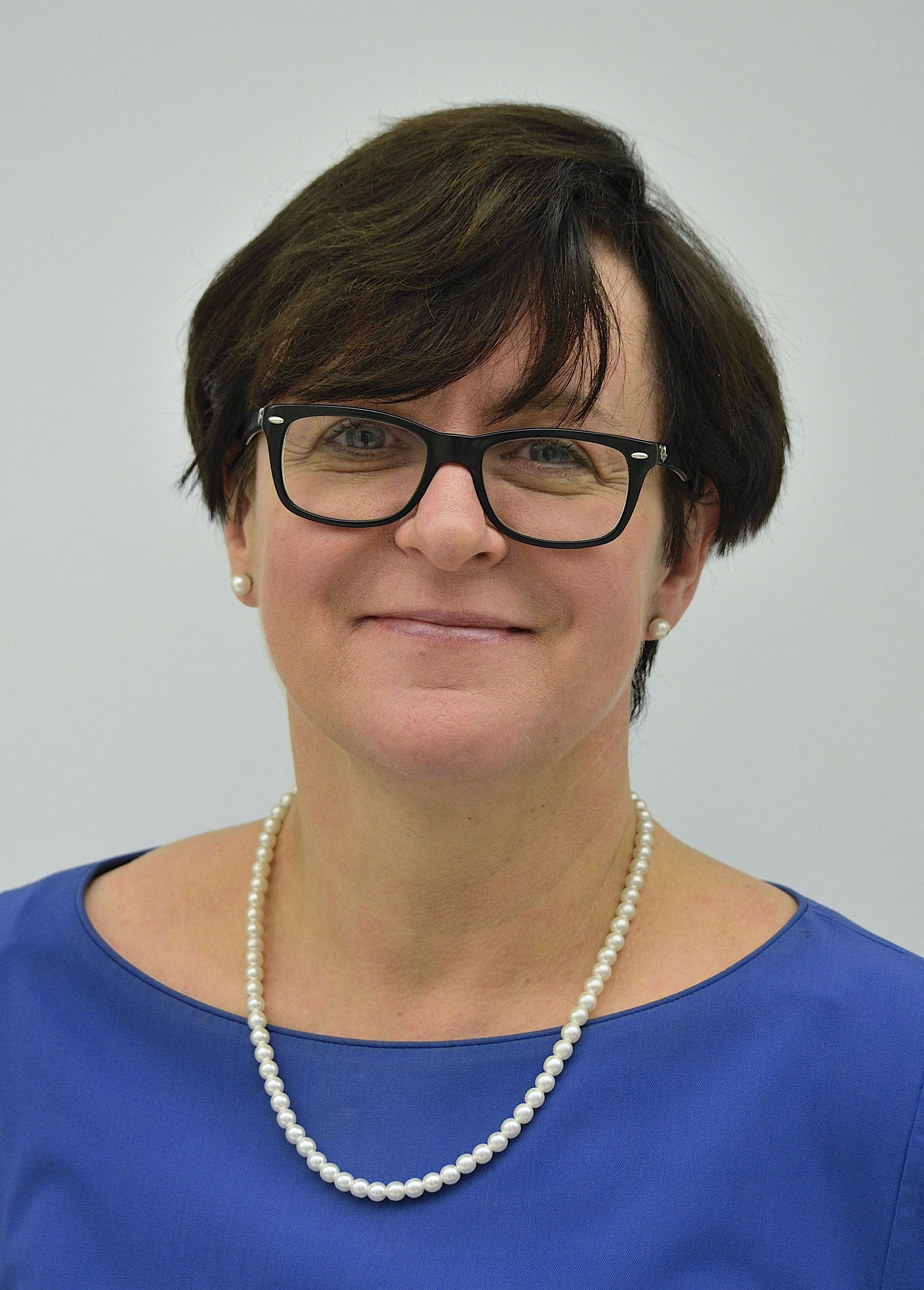
Joanna Kluzik-Rostkowska (2015)

Joanna Grażyna Kluzik-Rostkowska (* 14. Dezember 1963 in Katowice) ist eine polnische Politikerin. Sie war Mitbegründerin der Partei Polska Jest Najważniejsza, im Jahr 2007 Ministerin für Arbeit und Sozialpolitik in der Regierung Jarosław Kaczyński und von 2013 bis 2015 Ministerin für Bildung in den Kabinetten Tusk und Kopacz. 

## Leben und Wirken

### Ausbildung
Kluzik-Rostkowska beendete das Studium der Journalistik an der Fakultät für Journalistik und Politikwissenschaften der Universität Warschau. Während des Studiums war sie im Niezależne Zrzeszenie Studentów (Unabhängiger Studentenverband - NZS) aktiv.
In den 1980er Jahren arbeitete sie für die Untergrund-Zeitung Tygodnik Mazowsze (Masowische Wochenzeitung) und anderen Zeitschriften des Samizdat. Seit 1989 arbeitete sie als Journalistin für den Politik-Teil des Tygodnik Solidarność (Wochenzeitschrift Solidarność).

### Berufliche Tätigkeit

#### Arbeit als Journalistin
1992 war sie Leiterin der Reportagen-Abteilung der Monatsschrift Konfrontacje. Im selben Jahr begann sie ihre Tätigkeit für den Express Wieczorny (Abendexpress), dessen Chefredakteur der damalige Abgeordnete der katholisch-rechtskonservative Porozumienie Centrum (Zentrums-Übereinkunft – PC) Andrzej Urbański war. Sie arbeitete unter anderem als Vertreterin des Leiters der Landes- und Reportagenredaktion sowie Leiterin der Reportagenredaktion. Nach 1996 war sie Journalistin der Landes- und Politikredaktion der Wochenschrift Wprost. Nach 2000 leitete sie die Wirtschaftsredaktion der Wochenschrift Nowe Państwo (Neuer Staat). In den Jahren 2001 bis 2004 war sie Stellvertreterin des Chefredakteurs der Wochenschrift Przyjaciółka (Freundin). Im Laufe ihrer Karriere war sie unter anderem als Investigative Journalistin aktiv und berichtete aus Kriegsgebieten (darunter Bosnien-Herzegowina und Tschetschenien).

#### Arbeit in der Stadtverwaltung von Warschau
2004 begann sie ihre Arbeit in der Stadtverwaltung von Warschau als Hauptspezialistin im Pressebüro. 2005 wurde sie zur Bevollmächtigten des Stadtpräsidenten Lech Kaczyński für Frauen- und Familienangelegenheiten.

### Politische Tätigkeit
Bei den Parlamentswahlen 2005 kandidierte sie für den Wahlkreis Warschau über die Liste der Prawo i Sprawiedliwość (Recht und Gerechtigkeit - PiS), errang jedoch kein Mandat.
Am 17. November 2005 wurde sie Unterstaatssekretärin im Ministerium für Arbeit und Sozialpolitik, dabei übernahm sie unter anderem die Aufgaben der Regierungsbevollmächtigten für die Gleichberechtigung von Mann und Frauen (dieses Amt wurde durch den neuen Ministerpräsidenten Kazimierz Marcinkiewicz abgeschafft). Dieses Amt übte sie bis zum 13. Juli 2007 aus. An diesem Tag wurde sie durch den Ministerpräsidenten Jarosław Kaczyński zur Unter-Staatssekretärin im Ministerium für Regionalentwicklung ernannt.
Kurz vor der Übernahme des Amtes der Ministerin für Arbeit und Sozialpolitik am 13. August 2007 gab sie der Gazeta Wyborcza ein Interview, in dem sie sich positiv zum Thema „Befruchtung in vitro“ aussprach, was deutlichen Widerstand der die Regierung unterstützenden katholisch-rechtsradikalen Partei Liga Polskich Rodzin (Liga Polnischer Familien - LPR) hervorrief. In anderen öffentlichen Äußerungen kritisierte sie unter anderem den Marsz Równości und die Parada Równości. Gleichzeitig sprach sie sich gegen Roman Giertychs Vorschlag zur Einführung eines „Verbots der Propaganda für die Homosexualität“ in das Bildungsgesetz aus. Sie war bis zum 16. November 2007 Ministerin.
Im November 2010 wurde sie aus der Partei Prawo i Sprawiedliwość ausgeschlossen und gründete daraufhin zusammen mit der gleichfalls ausgeschlossenen Elżbieta Jakubiak die Partei Polska Jest Najważniejsza. Von November 2013 bis November 2015 war sie Ministerin für Erziehung in den Kabinetten Tusk und Kopacz.